# Tacitus (Kaiser)

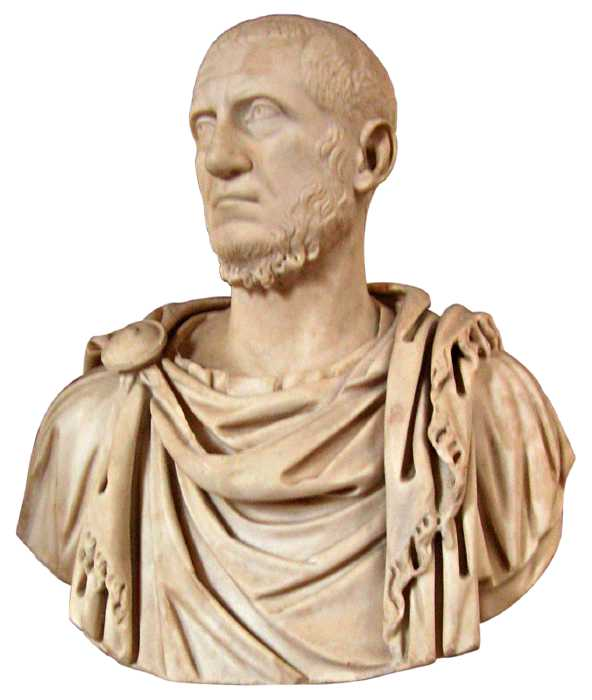
Büste des Marcus Claudius Tacitus aus dem Louvre

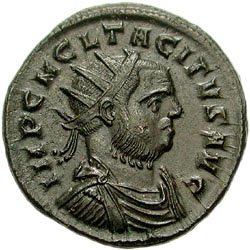
Antoninian des Tacitus

Marcus Claudius Tacitus (* um 200; † 276) war von 275 bis 276 römischer Kaiser.

## Leben
Tacitus wurde wohl um 200 geboren, doch existieren keine verlässlichen Quellen bezüglich seiner Jugendzeit oder seiner Karriere. Es ist nur bekannt, dass er 273 das Konsulat bekleidet hat. Obwohl Tacitus nur wenige Monate Kaiser war, wird seine Herrschaft in den späteren Quellen dennoch rückblickend als eine Zeit dargestellt, in der der Senat angeblich wieder seine alte Machtstellung erlangt habe und die längst untergegangene Adelsrepublik wiederhergestellt worden sei. Dieses Bild, das die moderne Forschung längst als Fiktion entlarvt hat, wird auch in Bezug auf seine Thronbesteigung vermittelt.
Nach der überraschenden Ermordung Aurelians soll es angeblich ein sechs Monate langes Interregnum gegeben haben, während die Soldaten über den neuen Kaiser berieten, da Aurelian keinen designierten Nachfolger hinterlassen hatte und die Legionäre sich offenbar auf keinen Kandidaten einigen konnten. Letztendlich beschlossen sie laut mehreren Quellen, die Entscheidung an die Senatoren zu delegieren, die schließlich mit Tacitus einen angesehenen Standesgenossen, der nach einer Militärlaufbahn Mitglied des Senats geworden war, zum neuen Kaiser bestimmten. Die Soldaten folgten dem Vorschlag des Senats und riefen Tacitus zum Kaiser aus.
Diese Darstellung geht offenbar auf pro-senatorische Quellen zurück. Die Übereinstimmungen, die sich in mehreren spätantiken lateinischen Geschichtswerken finden, etwa bei Aurelius Victor sowie in der Tacitusvita der Historia Augusta, sind wohl auf die heute verlorene sogenannte Enmannsche Kaisergeschichte zurückzuführen, die beiden Werken sowie mehreren Breviarien als wichtigste Quelle gedient hat. Tatsächlich bestieg Tacitus im November oder Anfang Dezember 275 den Thron, das „Interregnum“ hat also höchstens wenige Wochen gedauert. In der Historia Augusta füllte der anonyme Autor die wenigen Informationen, die er in seinen Quellen vorfand, mit eigenen Erfindungen; so ist auch die Aussage, der Kaiser habe sich als Nachfahre des berühmten Historikers Tacitus betrachtet und Abschriften seiner Werke erstellen lassen, als Fiktion anzusehen.
Nach den meisten Quellen erfolgte die Wahl des Tacitus also durch den Senat; eine wichtige Ausnahme stellt der byzantinische Geschichtsschreiber Johannes Zonaras dar. Dieser berichtet, dass das Heer Tacitus zum Kaiser ausgerufen und dieser dann die Senatoren um Bestätigung gebeten habe. Zonaras, der auch sonst einige wichtige Zusatzinformationen zur Regierungszeit des Tacitus bietet, konnte sich offenbar auf ein heute verlorenes Geschichtswerk aus dem 4. Jahrhundert stützen (eventuell die verlorenen Annales des Virius Nicomachus Flavianus), das ihm über eine Zwischenquelle, die sogenannte Leoquelle, zugänglich war. Das von Zonaras geschilderte Verfahren würde erheblich besser zu den sonstigen Kaisererhebungen im 3. Jahrhundert passen.
Bemerkenswert ist in jedem Fall, dass die Wahl überhaupt auf Tacitus fiel, denn zum Zeitpunkt seiner Ernennung soll Tacitus bereits das für damalige Verhältnisse hohe Alter von 75 Jahren erreicht haben – wobei diese Zahl aufgrund der problematischen Überlieferungslage der Zeit der Reichskrise des 3. Jahrhunderts nicht gesichert werden kann. Wahrscheinlich gehörte Tacitus zur senatorischen Oberschicht des Imperiums, auch wenn er in diese erst aufgrund einer erfolgreichen militärischen Laufbahn aufgestiegen war. Vermutlich handelte es sich bei der Wahl des Tacitus mehr um eine Verlegenheitslösung.
Tacitus ernannte seinen (Halb-)Bruder Florianus zum Prätorianerpräfekten. Zur weiteren Sicherung seiner Macht verteilte er Geldgeschenke. Des Weiteren bestrafte er offenbar die Mörder Aurelians und trat 276 das Konsulat an. Zwar fand die in der Historia Augusta behauptete Wiederherstellung der Senatsherrschaft nicht statt, aber Tacitus kam den Senatoren wohl in gewissem Maße entgegen, zumal er selbst diesem Stand angehört hatte. Auf Münzen wird er gar als restitutor rei publicae bezeichnet. Dieser Selbstdarstellung verdankte Tacitus denn auch seinen guten Ruf in der senatorischen Geschichtsschreibung, in der er zu einem „Senatskaiser“ stilisiert wurde.
Bald nach seiner Inthronisierung kam es wieder zu Grenzkämpfen, als germanische Stämme, die Goten und Heruler, von nördlich des Schwarzen Meeres nach Kleinasien eindrangen. Der Einfall war schon 275 erfolgt, doch hatte der Tod Aurelians eine unmittelbare Reaktion darauf verhindert. Tacitus ging gegen die Invasoren vor und errang wohl im Frühsommer 276 einen Sieg über sie, woraufhin er den Titel Gothicus Maximus annahm. Kurz darauf starb er. Florianus folgte Tacitus für kurze Zeit auf den Thron nach.
In Hinblick auf die Todesumstände des Tacitus gibt es zwei Versionen: Die eine besagt, dass Tacitus ermordet wurde; sie findet sich in griechischen Quellen wie Zosimos oder bei Zonaras. Zosimos zufolge handelte es sich bei den Tätern um dieselben Männer, die auch einen Verwandten des Tacitus namens Maximinus ermordet hatten, den Statthalter von Syria, und aus Furcht vor Strafe auch Tacitus töteten. Mitunter wird die Tat sogar mit der Ermordung Aurelians in Verbindung gebracht. Die lateinische Tradition hingegen enthält die angesichts seines Alters nicht unplausible Darstellung, dass Tacitus eines natürlichen Todes starb; davon berichten etwa die Epitome de Caesaribus, Eutropius und Aurelius Victor, die aber, wie gesagt, wohl auf eine gemeinsame Quelle zurückgehen. Klaus-Peter Johne hält dennoch die Versionen für plausibler, die von einer Ermordung des Tacitus sprechen.